# Robert Wolders
Robert Wolders (Rotterdam, 1936. szeptember 28. – Malibu, 2018. július 12.) holland színész.

## Filmjei
- Júlia és a szellemek (Giulietta degli spiriti) (1965)
- Flipper (1965, tv-sorozat, egy epizódban)
- Run for Your Life (1966, tv-sorozat, egy epizódban)
- The John Forsythe Show (1966, tv-sorozat, egy epizódban)
- Beau Geste (1966)
- Laredo (1966–1967, tv-sorozat, 26 epizódban)
- A Sivatagi Róka hadjárata (Tobruk) (1967)
- Daniel Boone (1967, tv-sorozat, egy epizódban)
- The Man from U.N.C.L.E. (1967, tv-sorozat, egy epizódban)
- The Name of the Game (1968, tv-sorozat, egy epizódban)
- The F.B.I. (1969, tv-sorozat, egy epizódban)
- Dan August (1970, tv-sorozat, egy epizódban)
- Kemek (1970)
- Bewitched (1970, tv-sorozat, egy epizódban)
- Támadás Rommel ellen (Raid on Rommel) (1971)
- Interval (1973)
- Banacek (1974, tv-sorozat, egy epizódban)
- Mary Tyler Moore (1974, tv-sorozat, egy epizódban)
- McMillan & Wife (1974, tv-sorozat, egy epizódban)
- The Legendary Curse of the Hope Diamond (1975, tv-film)